# Martin-Luther-Kirche (Geringswalde)

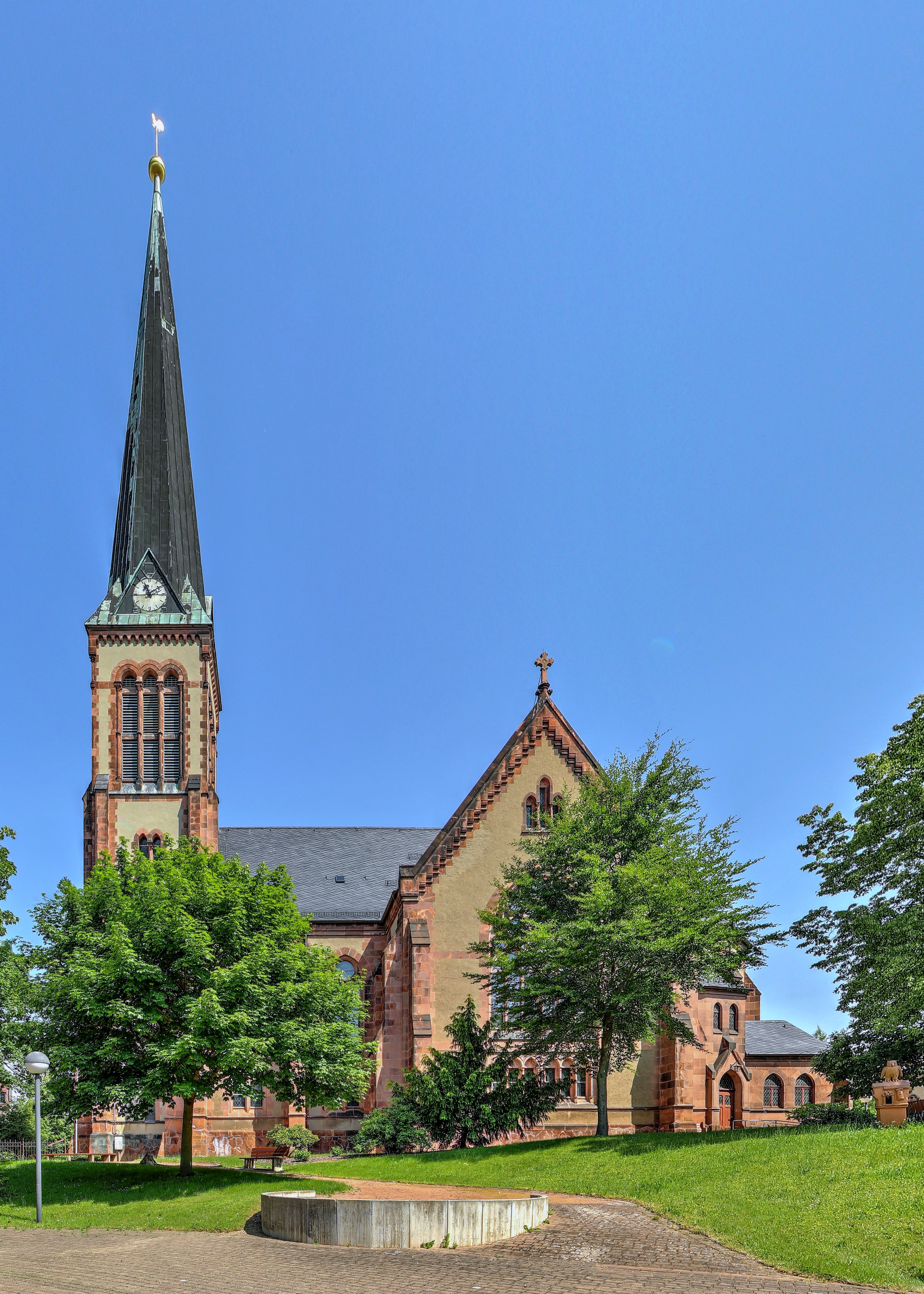
Martin-Luther-Kirche von Süden (2021)

Die Martin-Luther-Kirche (seit 1934) ist eine evangelisch-lutherische Kirche in der Stadt Geringswalde in Sachsen im Landkreis Mittelsachsen. Diese befindet sich am Lutherplatz etwa 100 Meter östlich von Marktplatz und Rathaus entfernt im Stadtkern von Geringswalde.

## Geschichte
Die Martin-Luther-Kirche wurde von 1888 bis 1890 nach den Plänen des Architekten Julius Zeißig aus Leipzig im Stile des Historismus und der Neogotik errichtet. Zeißig wurde auch als Architekt für die Planung der Schule (gebaut: 1893–1894), des Rathauses (1904–1905) und des Pfarrhauses (1909–1910) verpflichtet. Als Baumaterial für die Kirche wurde hauptsächlich roter Porphyrtuff aus den 10 km entfernten Rochlitzer Steinbrüchen verwendet. Die Kirche wurde auf dem Platz einer Vorgängerkirche gebaut, deren Ursprünge ins Mittelalter zurück reichen. Die religiöse Geschichte von Geringswalde ist eng mit der Geschichte des ehemaligen Benediktinerinnenklosters St. Marien verbunden.

## Historische Ansichten

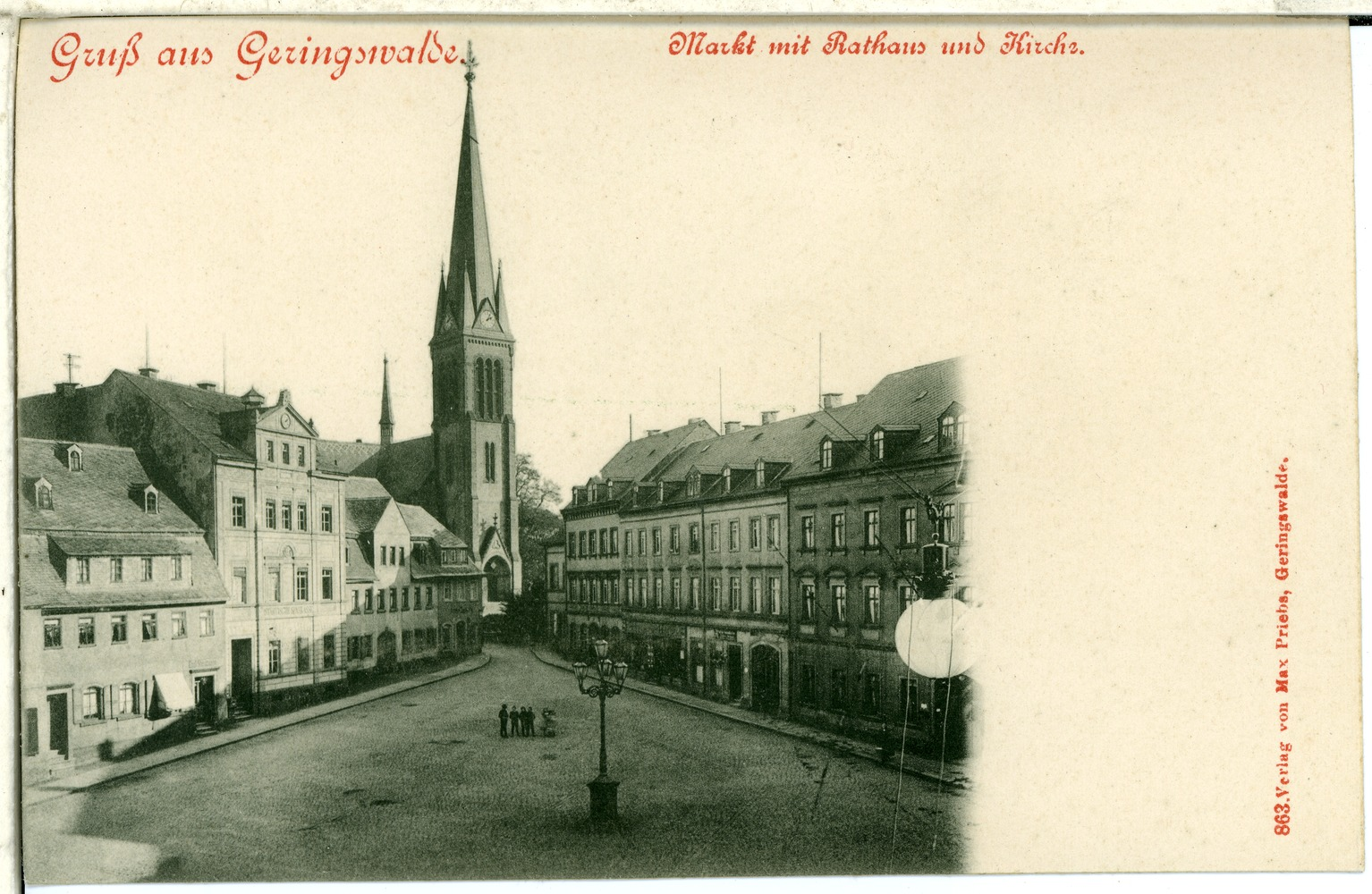
Blick vom Marktplatz auf die Kirche und das alte Rathaus, 1898
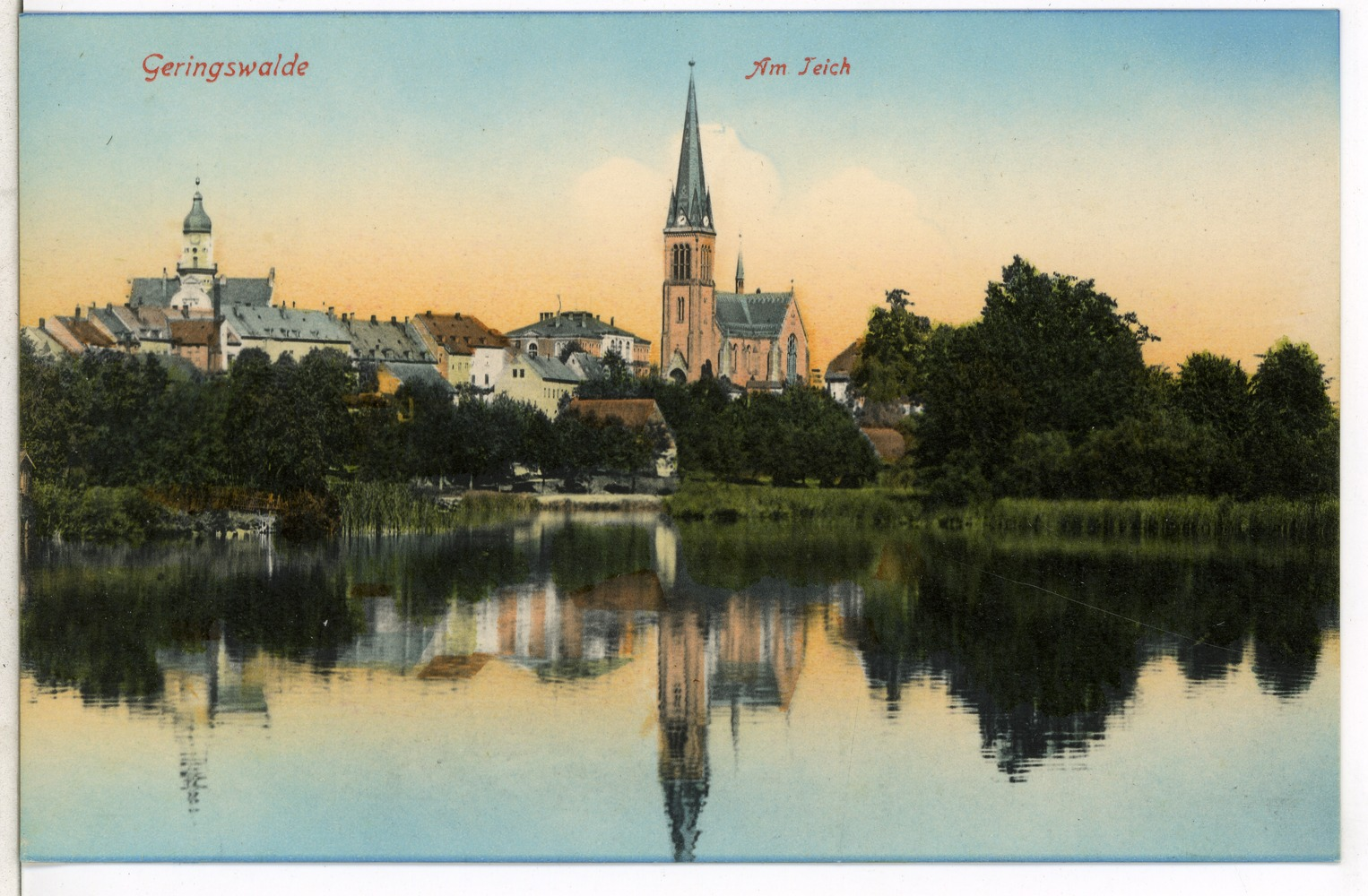
Blick über den Teich zur Kirche, links sind die Schule und das Rathaus, 1907
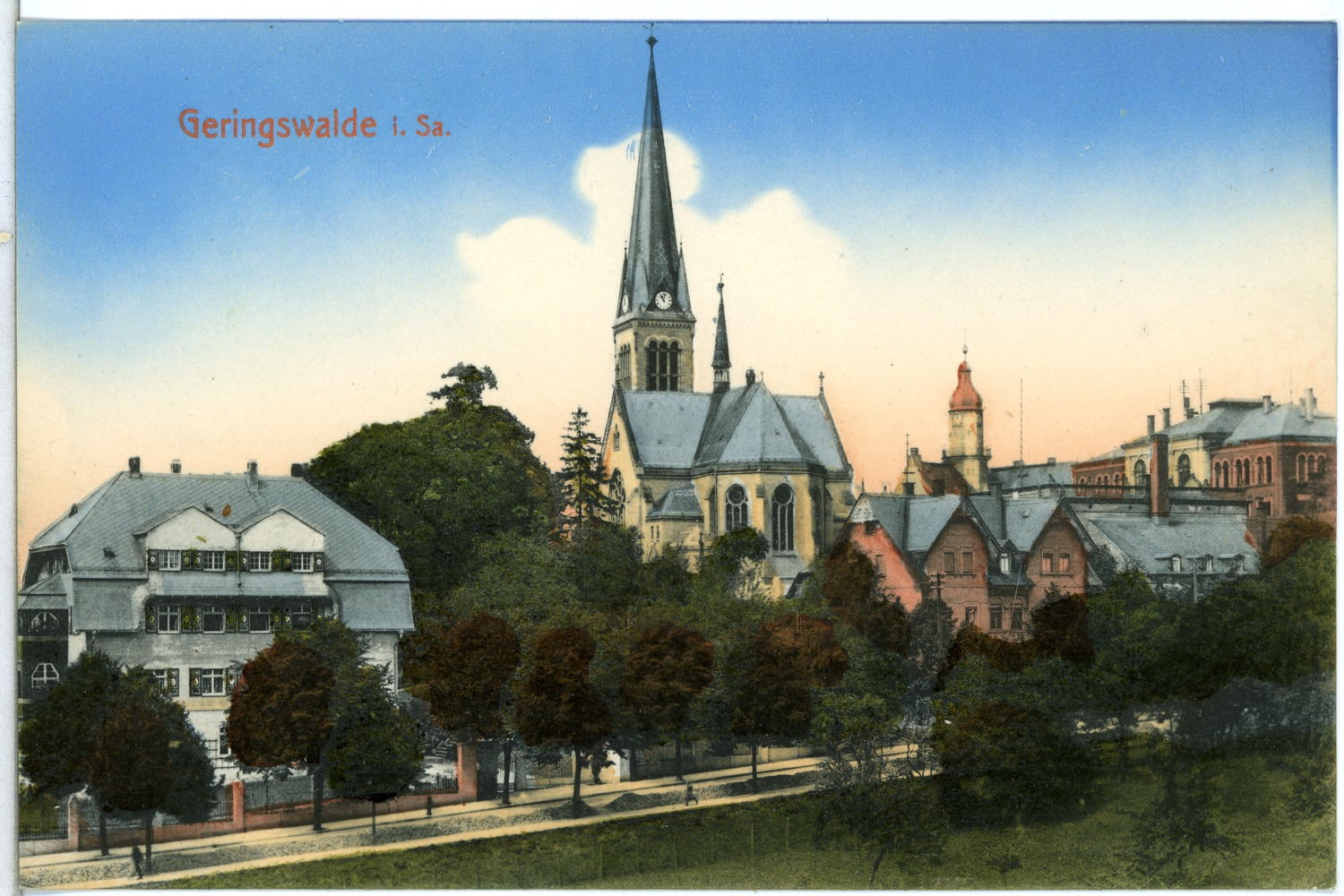
Blick auf die Kirche von Osten, rechts sind das Rathaus und die Schule, 1912
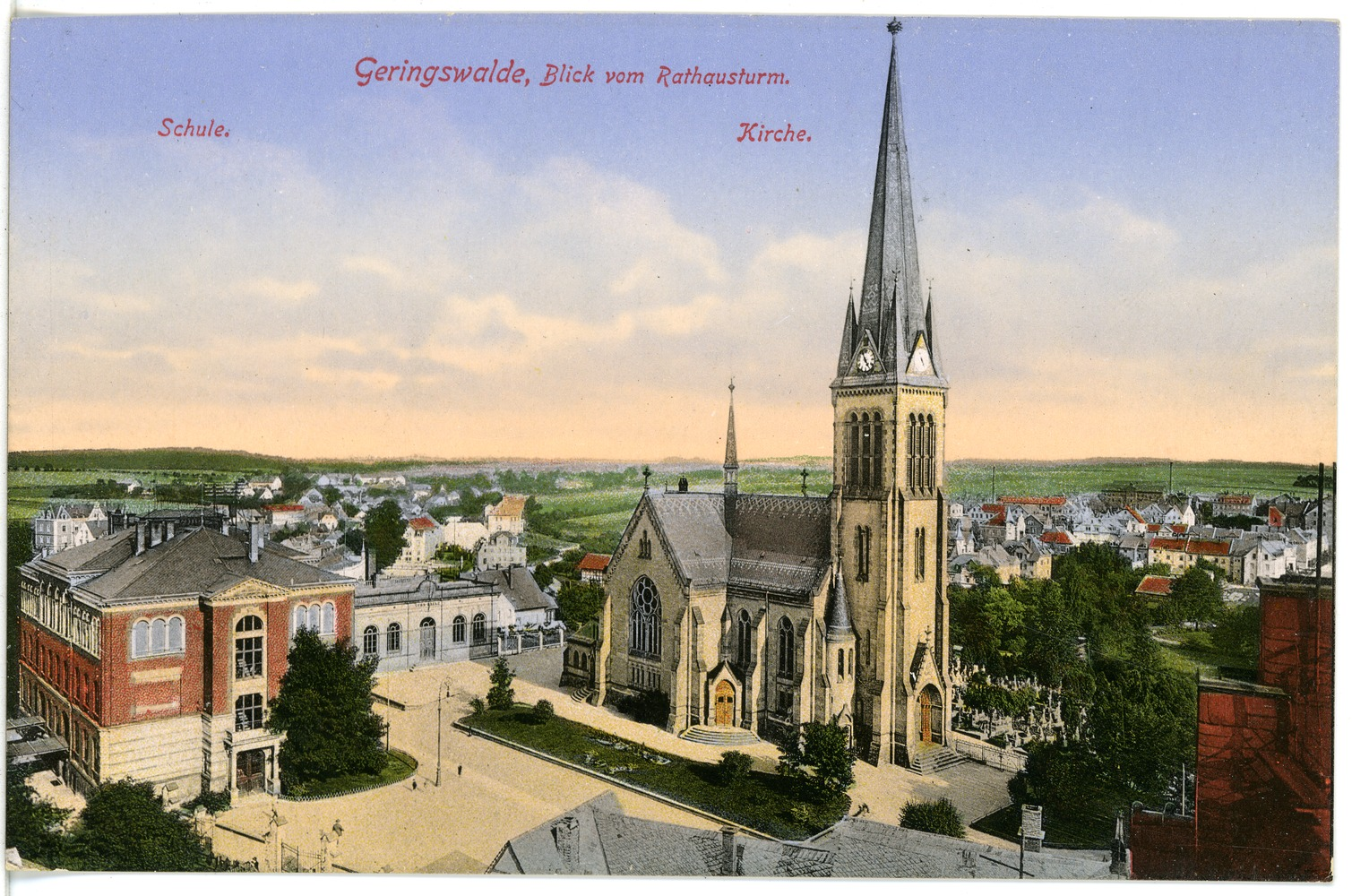
Blick vom Rathausturm, links ist die heutige Diesterwegschule, 1913
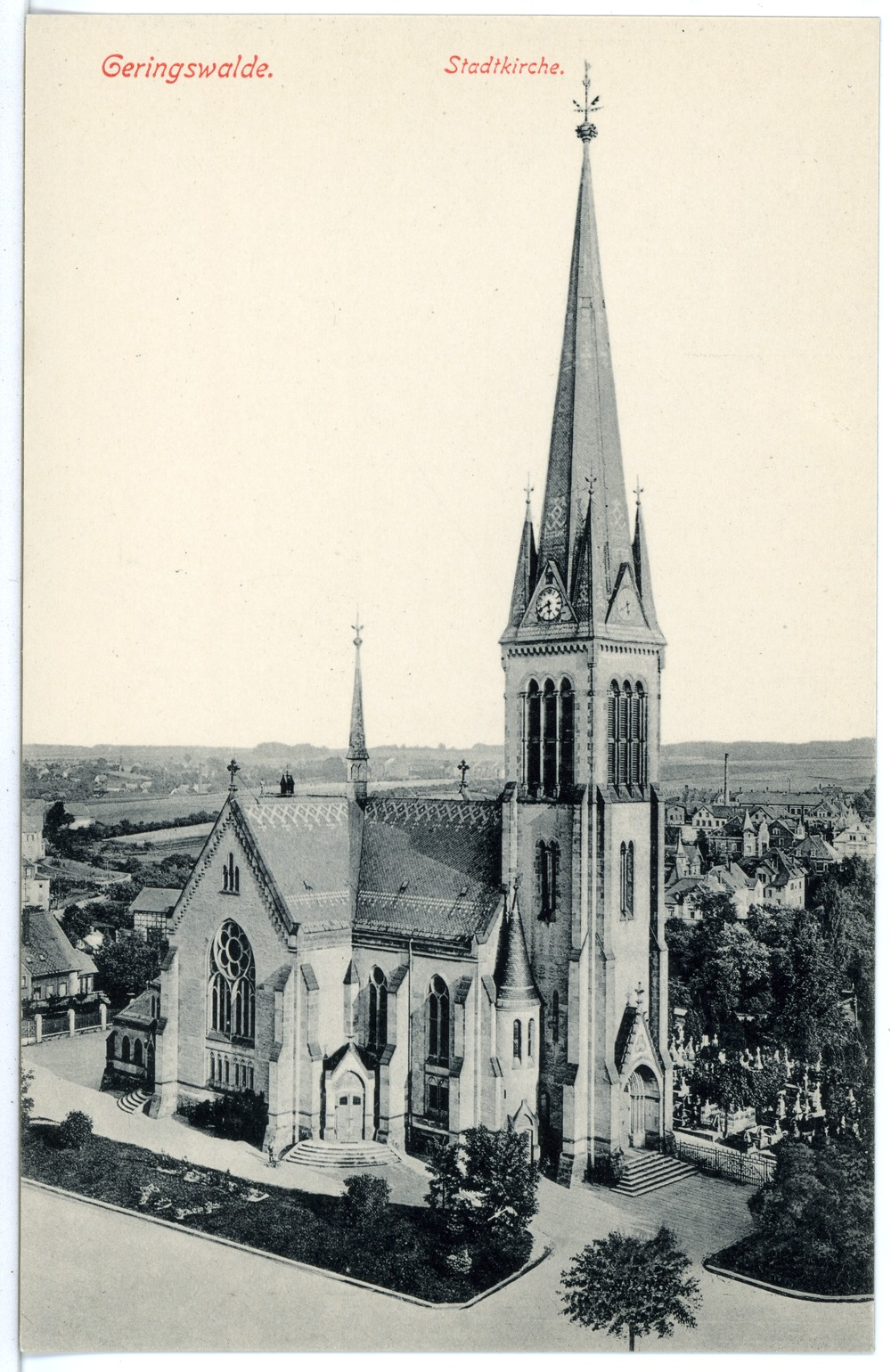
Stadtkirche Geringswalde, 1913
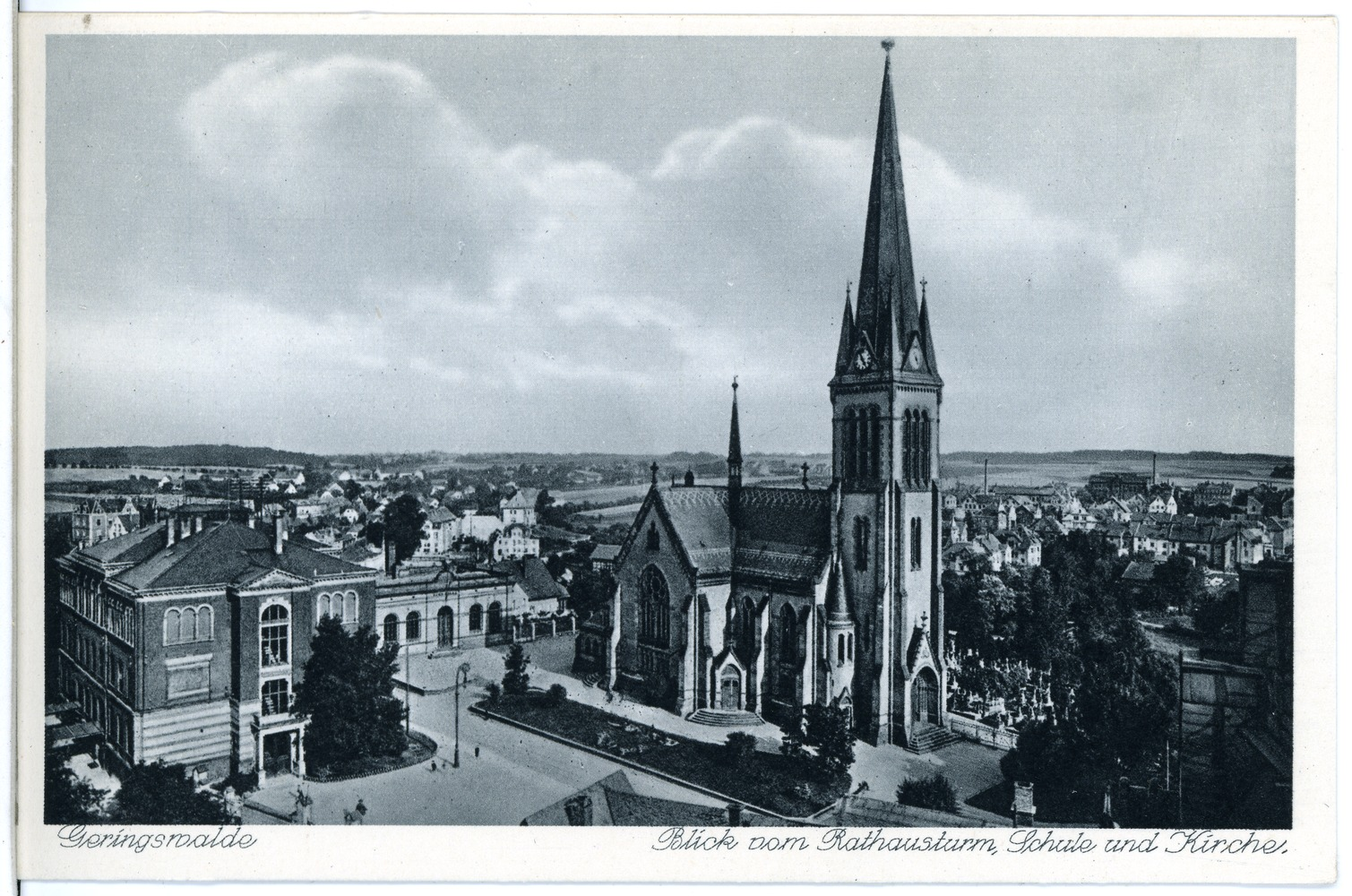
Blick auf die Kirche und die Schule, 1929

## Gebäude

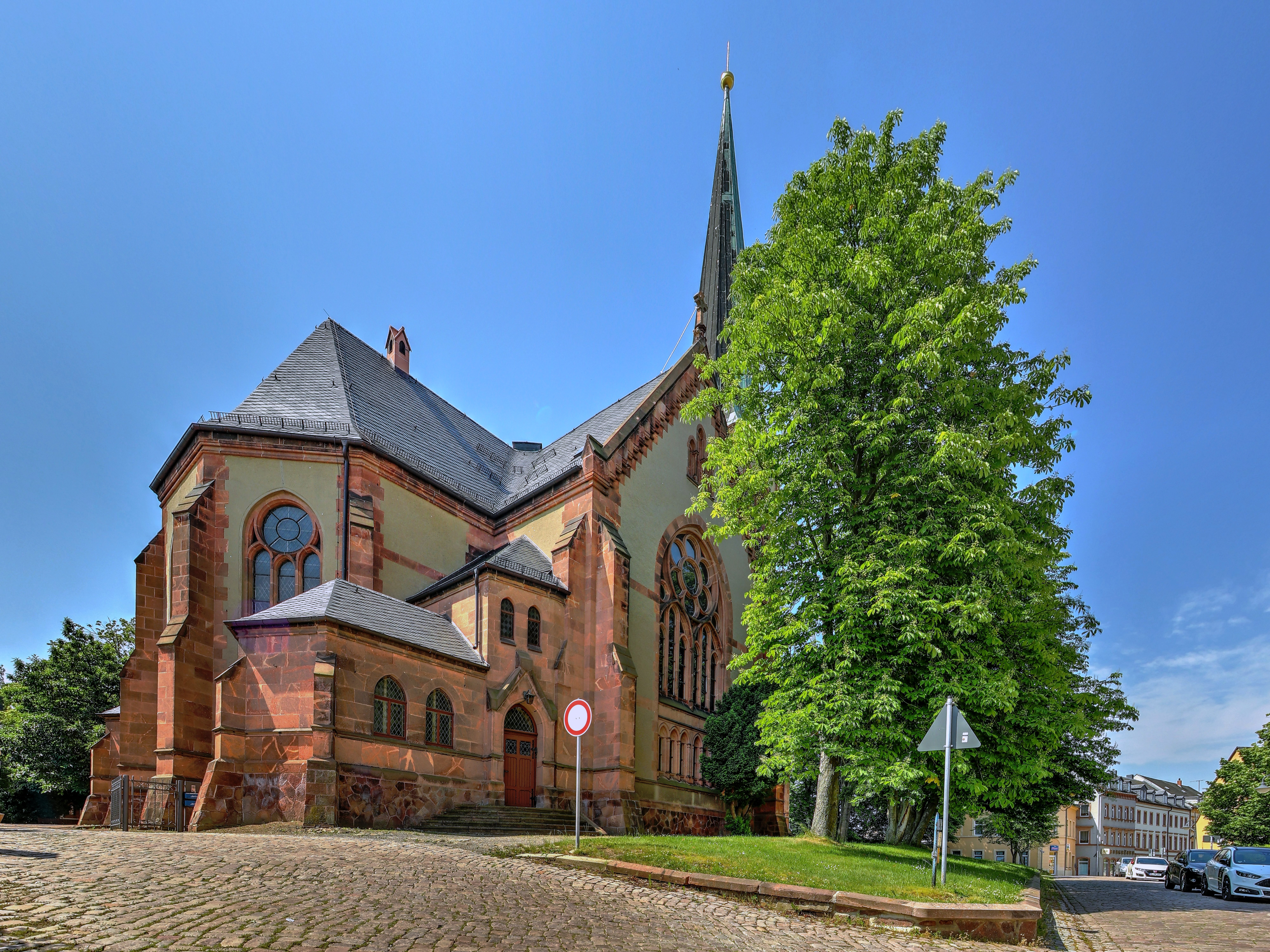
Ansicht von Nordosten

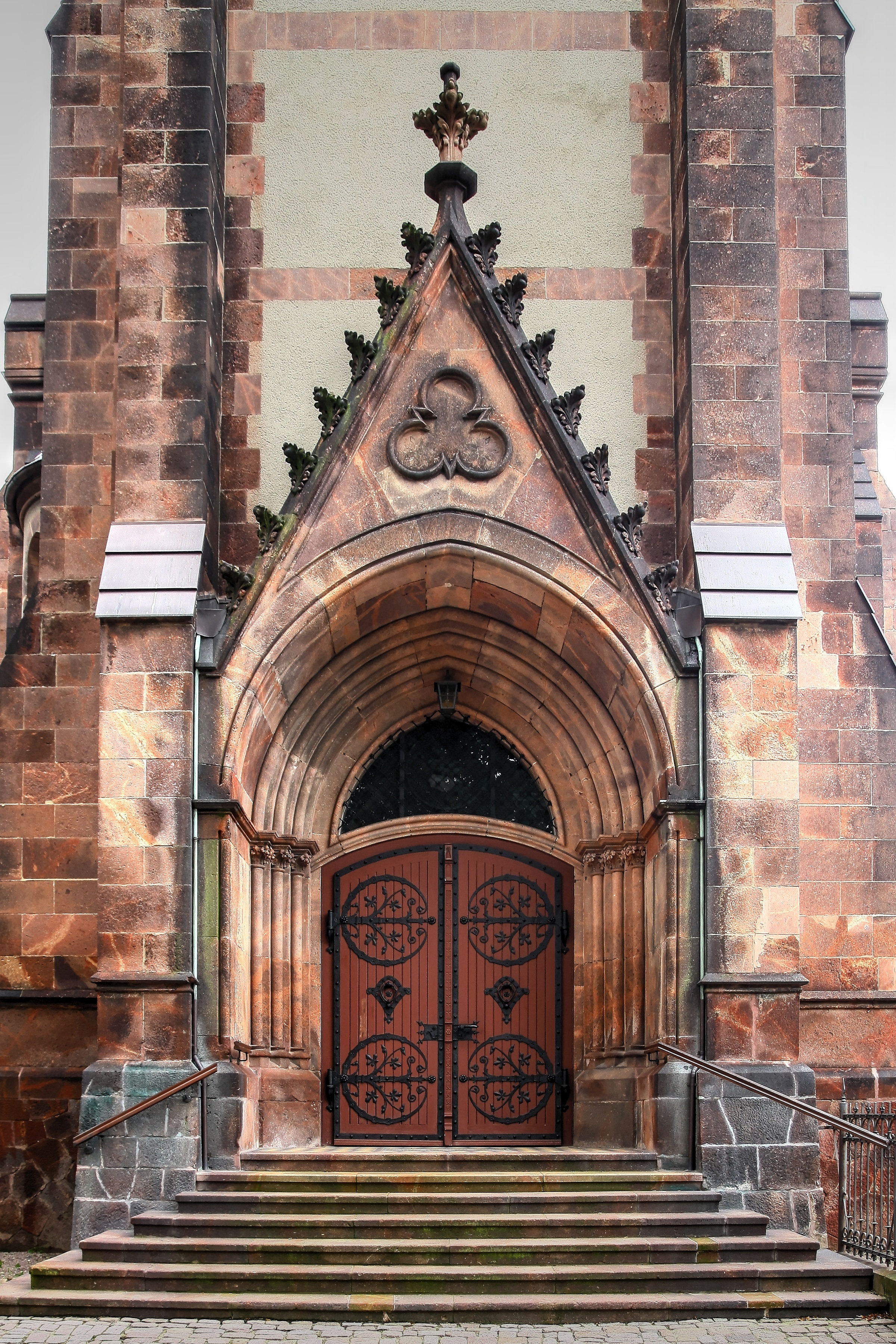
West-Portal

Die Kirche ist als Zentralbau über griechischem Kreuz ausgeführt. Der Kirchturm ist ca. 65 Meter hoch, besitzt einen quadratischen Grundriss und der Turmhelm ist mit Schiefer gedeckt. Die Länge der Kirche beträgt etwa 40 Meter. Der Chor ist als Fünf-Achtel-Schluss gestaltet. Der Innenraum wird – typisch für die gotische Architektur – von einem Kreuzrippen- und Sterngewölbe überspannt und besitzt eine dreiseitige Empore. Weitere typische Stilelemente der Gotik, die durch die Neugotik wieder aufgegriffen und nachgeahmt wurden, sind die beiden Rosetten auf der Nord- und Südseite des Querschiffs und der Wimperg am Kirchenportal auf der Westseite. Die Fassadengliederung erhält durch den verwendeten rotbraunen Rochlitzer Porphyr eine starke farbliche Betonung.

## Ausstattung
Von der Innenausstattung, die aus der Erbauungszeit erhalten ist, sind besonders die großen Buntglasfenster erwähnenswert. Dabei stechen vor allem das farbenprächtige, mittlere Fenster im Chor und die beiden Rosetten an der Nord- und Südseite des Querschiffes ins Auge. In der ca. drei Meter großen Rosette auf der Nordseite ist der Apostel Petrus und im Südfenster der Apostel Paulus dargestellt. In den zwei anderen Chorfenstern sind oben in den Rundfenstern die beiden Reformatoren Martin Luther (links) und Philipp Melanchthon (rechts) abgebildet. Die reichen Holzschnitzereien wurden in den Werkstätten der Geringswalder Handwerksmeister der damaligen Zeit geschaffen. So zum Beispiel der mit gotischen Elementen – sogenannten Fialen – verzierte Altar oder die hölzerne Kanzel mit Schalldeckel. Die dreimanualige Orgel mit 50 Registern wurde vom Orgelbaumeister Friedrich Ladegast gebaut und musste 1926 durch die Rochlitzer Firma Schmeisser erneuert werden. Das Des-Dur-Geläut, welches 1940 zerstört wurde, ist 1954 durch zwei neue Glocken ersetzt worden. Aus dem Vorgängerbau ist ein Kruzifix erhalten, dessen Alter auf das frühe 17. Jahrhundert datiert wird. Es ist jetzt links vom Altar angebracht (siehe Bild mit Blick zum Chor). Weitere wertvolle Plastiken, die aus der Zeit um etwa 1500 stammen, werden heute im Museum der Burg Mildenstein (Leisnig) aufbewahrt.

## Ansichten der Innenausstattung (Auswahl)

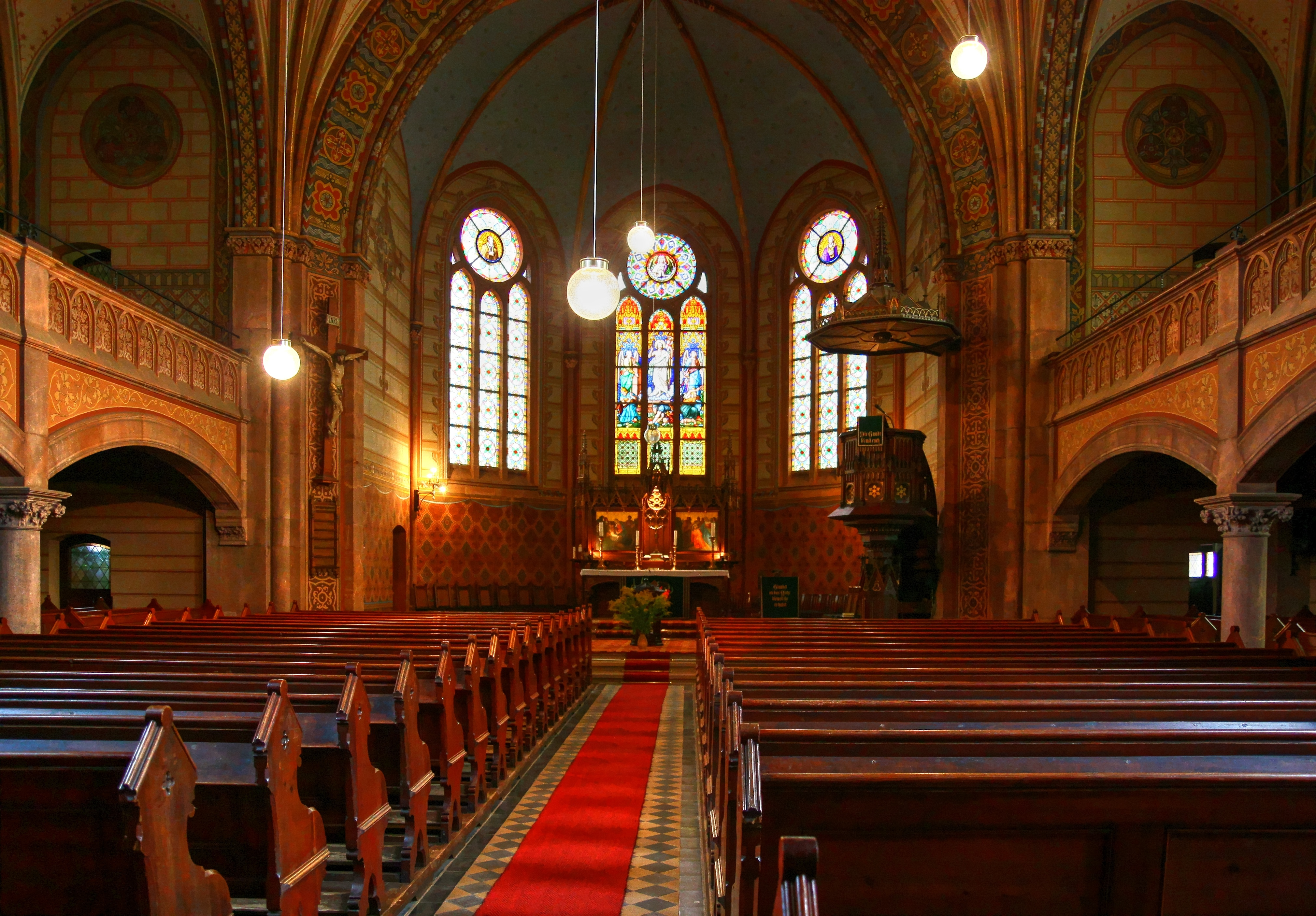
Blick zum Chor
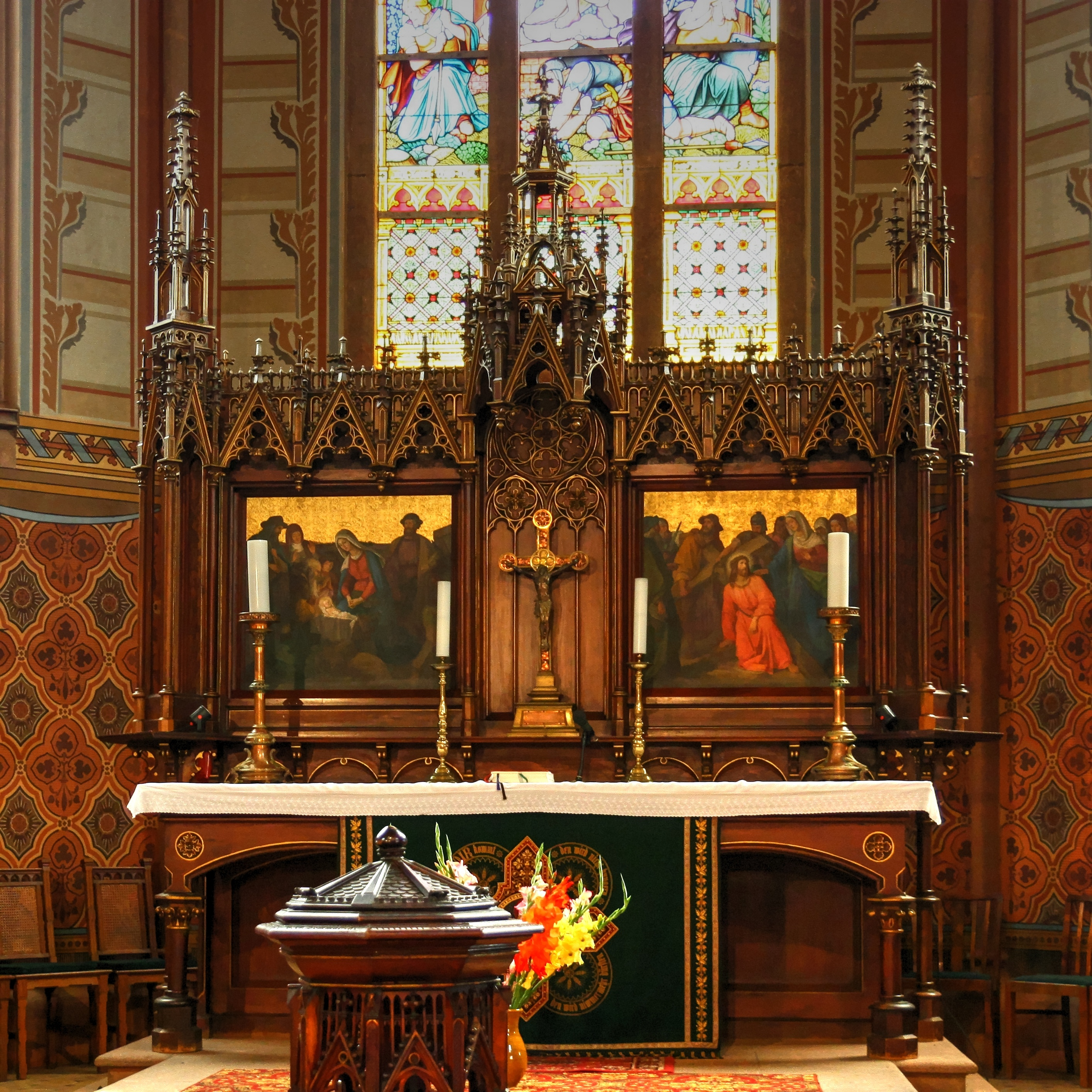
Altar der Martin-Luther-Kirche
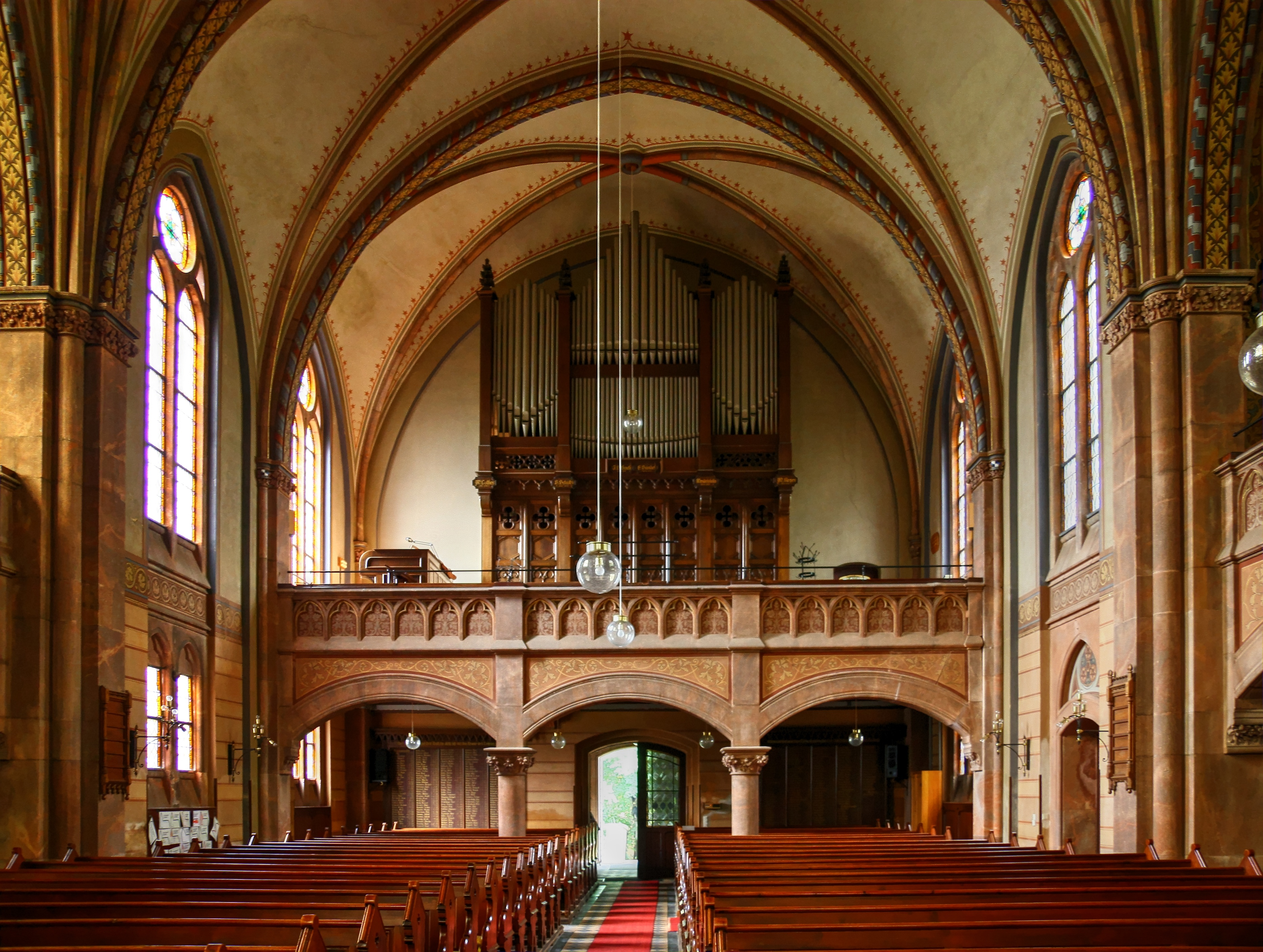
Blick zur Empore mit Orgel
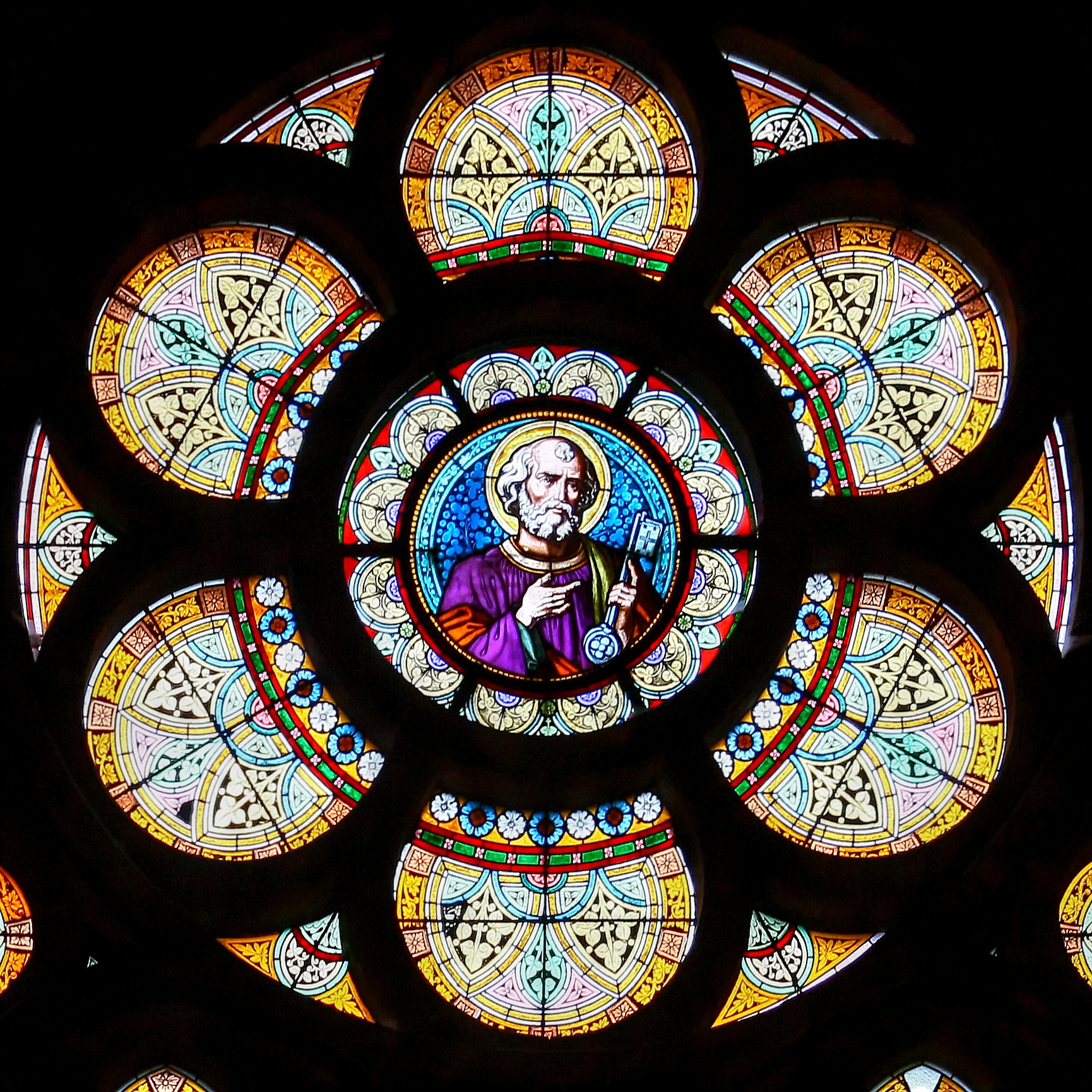
Rosette auf der Nordseite
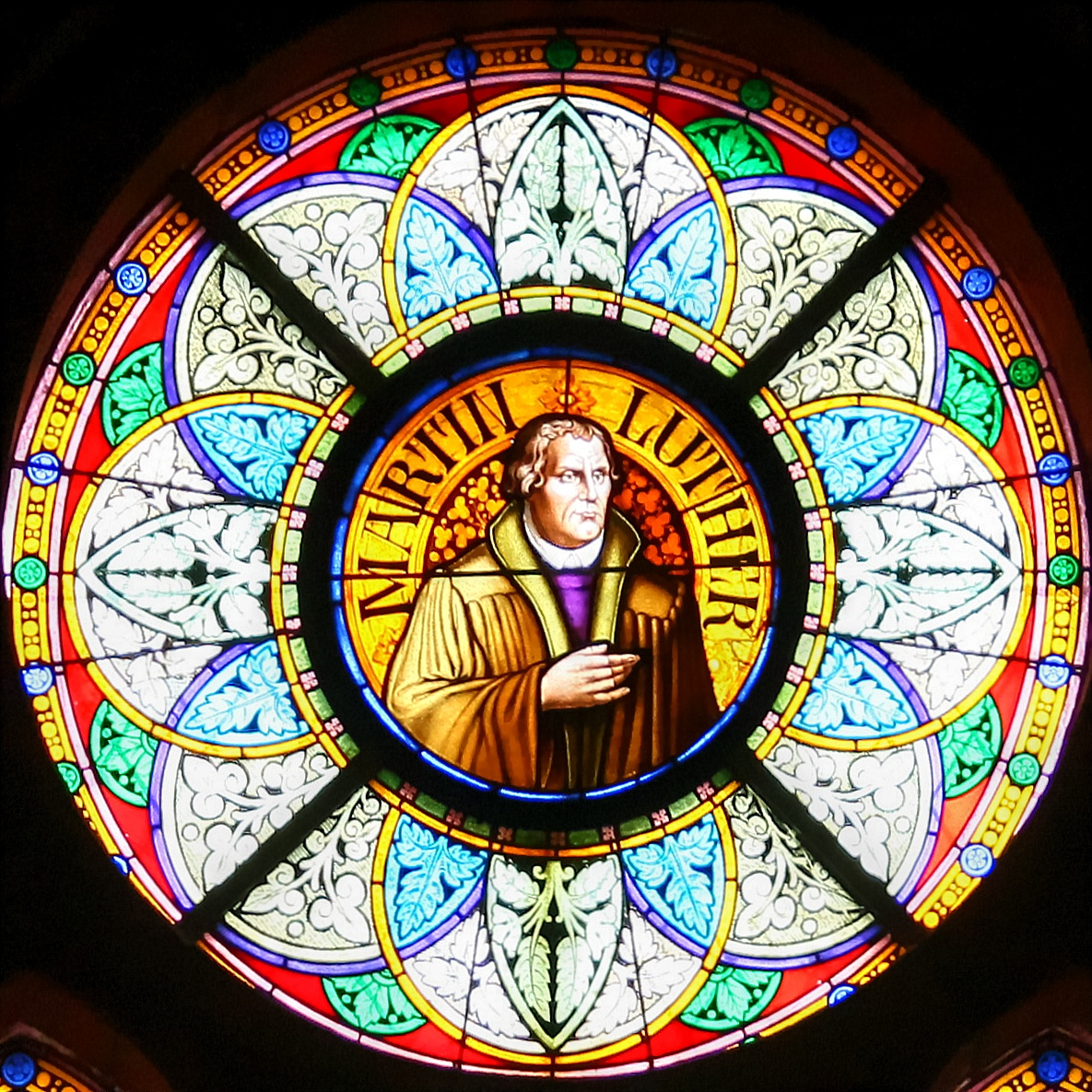
Glasfenster im Chor oben links
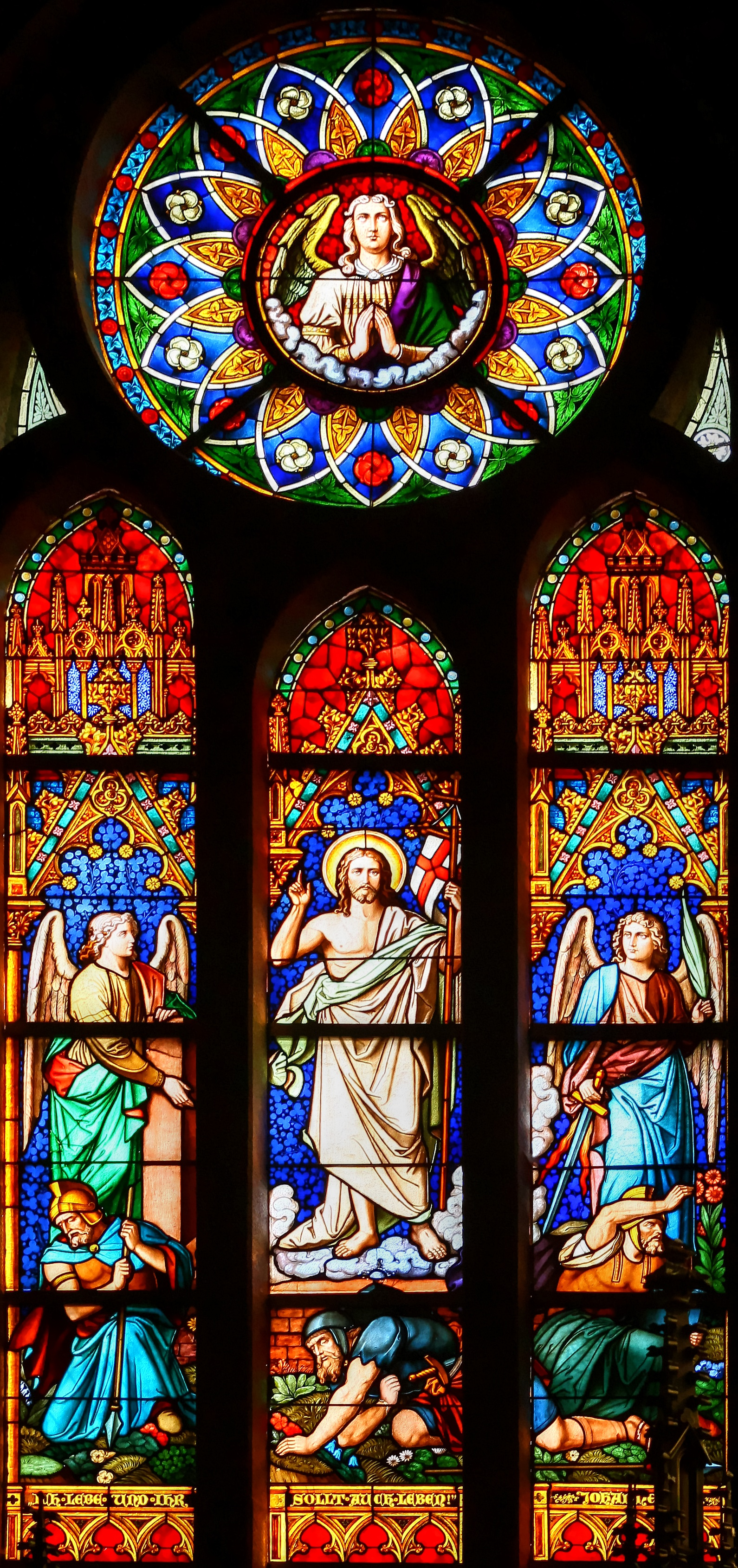
Glasfenster im Chor Mitte